# SLC35C2
SLC35C2‏ (Solute carrier family 35 member C2) هوَ بروتين يُشَفر بواسطة جين SLC35C2 في الإنسان.